# Памела Линдон Трэверс
Паме́ла Ли́ндон Трэ́верс (англ. Pamela Lyndon Travers; 9 августа 1899, Мэриборо — 23 апреля 1996, Лондон), или П. Л. Трэверс (англ. P. L. Travers), настоящее имя Хе́лен Линдон Гофф (англ. Helen Lyndon Goff) — английская актриса и писательница, в основном известна как автор серии детских книг о Мэри Поппинс.

## Жизнь и творчество
Хелен Гофф родилась в Мэриборо, в Австралии, в семье банковского управляющего Трэверса Роберта Гоффа (1854—1907) (позже пониженного до банковского служащего) и Маргарет Агнес Морхед (племянницы Бойда Данлопа Морхеда, который был Премьер-министром Квинсленда с 1888 до 1890 года). Отец имел ирландское происхождение, хотя родился в южном районе Лондона Дептфорде. В 1905 году работа вынудила Трэверса переехать с семьёй в городок Аллора, где он и умер спустя два года в возрасте 53 лет.
Официальная причина смерти — «исступление эпилептического припадка» (epileptic seizure delirium), но сама Трэверс утверждала, что «истинной причиной было продолжительное тяжёлое пьянство», которое привело к гриппу.
В детстве Хелен часто представляла себя птицей, особенно — курицей-наседкой. Она любила животных, имела богатое воображение, с удовольствием возилась в саду и читала сказки.
В 1907 году, после смерти Трэверса, Гоффы переехали в Боурал в Новом Южном Уэльсе, где прожили до 1917 года. В Боурале жила бабушка Хелен (прототип тети Сэсс), владеющая сахарной плантацией.
Во время Первой мировой войны Хелен посещала Школу для девочек Норманхёрст в Эшфилде. Однако школьная программа казалась ей скучной, и Хелен попросила дать ей возможность читать самостоятельно. Начала она с непростой «Истории упадка и разрушения Римской империи». Хелен писала рассказы и пьесы для школьных спектаклей, а братьев и сестёр развлекала волшебными рассказами. Её поэмы были опубликованы, когда ей не было и двадцати лет — в австралийском журнале «Бюллетень» (The Bulletin). Она также занималась музыкой.
Когда Хелен исполнилось 17, она поехала в Сидней (Австралия), чтобы стать актрисой. Именно тогда она впервые взяла псевдоним «П. Л. Трэверс», который расшифровывался, как Памела Линдон Трэверс — Трэверс было взято от отца, а Памела было очень популярным в те годы именем. Инициалы использовались для скрытия женского имени — в то время дело вполне обычное. Памела Трэверс играла в пьесах Шекспира, но успех был средним, и девушка подрабатывала журналисткой, чтобы свести концы с концами. В течение двух лет она вела колонку в одной из газет Сиднея. К тому же, её стихи стали довольно широко публиковаться. Некоторые из них были об Ирландии, некоторые носили весьма эротический характер. В конце концов, увлечение литературой победило, и Трэверс полностью посвятила себя ему.
В 1924 году Памела Трэверс переехала в Англию: как она часто говорила, всего с десятью фунтами в кармане, пять из которых она быстро потеряла. Заметки о путешествии ей удалось превратить в несколько статей, которые она продала австралийским издательствам. Из Лондона в Австралию и Новую Зеландию Трэверс посылала статьи об искусстве.
В 1925 году в Ирландии Трэверс познакомилась с поэтом-мистиком Джорджем Уильямом Расселлом, который оказал на неё большое влияние — и как человек, и как литератор. Они дружили до самой смерти Рассела в 1935 году. «Памела Трэверс потратила большую часть жизни в попытке жить идеями Джорджа Расселла», — отмечал Лоусон (Lawson). — «Она не просто любила Рассела. Ей казалось, что он был её солнцем». Отношения, однако, были платоническими. Расселл тогда был редактором журнала «Айриш Стэйтсмэн» (The Irish Statesman) и принял к публикации несколько её стихотворений. Через Расселла Трэверс познакомилась с Уильямом Батлером Йейтсом (William Butler Yeats) и другими ирландскими поэтами, которые привили ей интерес и знание мировой мифологии. Йейтс был не только выдающимся стихотворцем, но и увлекался оккультизмом. Это направление и становится для Памелы Трэверс определяющим вплоть до последних дней её жизни.
В 1932 году совершила путешествие в Советскую Россию, выпустив сборник эссе «Московская экскурсия» (1934).
В 1934 году Трэверс болела плевритом и на время отказалась от писательства, набираясь сил в старом английском доме в Сассексе. Расселл предполагал, что она пишет книгу о ведьме. Однажды Трэверс пришлось посидеть с двумя детьми. Для них она придумала историю о няне, которая носила вещи в саквояже и имела зонтик с головой попугая на ручке. Так гувернантка Мэри Поппинс пришла в дом № 17 в Вишнёвом переулке позаботиться о семье Бэнксов и их четырёх детях: Джейн, Майкле и близнецах Джоне и Барбаре. Сказка превратилась в книгу (о чём свидетельствовала Мэри Шепард, дочь первого иллюстратора Винни-Пуха). В 1934 году публикация «Мэри Поппинс» была первым настоящим литературным успехом Трэверс.
Последовали продолжения книги («Мэри Поппинс возвращается» (1935), «Мэри Поппинс открывает дверь» (1944), «Мэри Поппинс от А до Я» (1962)), а также романы, сборники стихов и нехудожественные произведения.
Фильм Диснея «Мэри Поппинс» был выпущен в 1964 году (заглавную роль сыграла актриса Джули Эндрюс). Он был выдвинут на премию «Оскар» в 13 номинациях и удостоился 5 наград. В 1983 году в СССР был выпущен фильм «Мэри Поппинс, до свидания!».
История постановки классического художественного фильма Disney «Мэри Поппинс» описана в фильме «Спасти мистера Бэнкса» (2013 г.). Роль Памелы Трэверс исполнила Эмма Томпсон.
Трэверс была в дружеских отношениях с Альфредом Орэджем, издателем эзотерического журнала New Age. Орэдж в 1938 году познакомил её с Георгием Гурджиевым. Памела Трэверс становится верной ученицей мистика. Она принимает участие в работе многих групп его последователей, встречается с Кришнамурти, занимается сравнительным религиоведением в его эзотерическом варианте, ища и находя сквозные мифологические мотивы в учениях, отдалённых друг от друга во времени и в пространстве.
В 1977 году Трэверс стала офицером ордена Британской империи.
Скончалась 23 апреля 1996 года в Лондоне. Причиной смерти стала эпилепсия.

## Личная жизнь
Трэверс старалась не афишировать факты своей личной жизни, в том числе и своё австралийское происхождение. «Если вас интересуют факты моей биографии, — однажды сказала Трэверс, — то история моей жизни содержится в „Мэри Поппинс“ и других моих книгах».
Хотя она ни разу не была замужем, Трэверс за всю свою жизнь имела множество любовных романов как с мужчинами, так и с женщинами.
Незадолго до своего 40-летия Трэверс усыновила ирландского мальчика из Дублина Джона Камиллуса Гона (15 августа 1939 — ноябрь 2011), который был внуком Джозефа Гона — первого биографа Уильяма Йейтса. Джозеф и его жена в силу обстоятельств были вынуждены в одиночку воспитывать семерых внуков, поэтому согласились отдать кого-нибудь на усыновление. И хотя у Камиллуса был брат-близнец Энтони, Трэверс отказалась брать двоих детей и усыновила только Камиллуса (его она выбрала по совету своего астролога). Мальчик (после усыновления он стал Камиллусом Трэверсом Гоном) ничего не знал о своём происхождении до 17 лет, пока однажды Энтони не постучался к ним в дом. Трэверс отказалась его пустить (главным образом из-за того, что тот был пьян) и Энтони ушёл, но через некоторое время Камиллус, поссорившись с Трэверс, отправился его искать, и оба брата в конечном итоге воссоединились в пабе на Кингс-Роуд. Камиллус умер в Лондоне от последствий чрезмерного употребления алкоголя.

### Серия книг о Мэри Поппинс
- Mary Poppins, London: Gerald Howe, 1934
- Mary Poppins Comes Back, London: L. Dickson & Thompson Ltd., 1935
- I Go By Sea, I Go By Land, London: Peter Davies, 1941
- Aunt Sass, New York: Reynal & Hitchcock, 1941
- Ah Wong, New York: Reynal & Hitchcock, 1943
- Mary Poppins Opens the Door, London: Peter Davies, 1943
- Johnny Delaney, New York: Reynal & Hitchcock, 1944
- Mary Poppins in the Park, London: Peter Davies, 1952
- Gingerbread Shop (1952)
- Mr. Wigg’s Birthday Party (1952)
- The Magic Compass (1953)
- Mary Poppins From A to Z, London: Collins, 1963
- The Fox at the Manger, London: Collins, 1963
- Friend Monkey, London: Collins, 1972
- Mary Poppins in the Kitchen, New York & London: Harcourt Brace Jovanovich, 1975
- Two Pairs of Shoes, New York: Viking Press, 1980
- Mary Poppins in Cherry Tree Lane, London: Collins, 1982
- Mary Poppins and the House Next Door, New York: Delacorte Press, 1989

### Романы
- I Go By Sea, I Go By Land (1941)
- Fox at the Manger (1962)
- Friend Monkey (1971)
- Two Pairs of Shoes (1980)

### Сборники
- Stories from Mary Poppins (1952)
- Mary Poppins in Cherry Tree Lane / Mary Poppins and the House Next Door (1999)
- Mary Poppins Omnibooks (1999)

### Нехудожественные произведения
- Moscow Excursion, New York: Reynal & Hitchcock (1934)
- About the Sleeping Beauty (1975)
- What the Bee Knows: Reflections on Myth, Symbol and Story (1989)